# Morărești, Suceava
Cătunul Morărești este o localitate situată pe malul drept al râului Bistrița, în aval de satul Sunători, în care este astăzi înglobat și în amonte de cătunul Călinești. 
În secolul al XIX-lea, cătunul Morărești este menționat ca un cătun al satului Sunători. În anii 1892, 1928 și 1963 este catalogat neoficial ca sat. Totuși cătunul Morărești nu este niciodată menționat ca o entitate administrativă bine definită.